# 大锥笋螺
大锥笋螺（学名：Terebra stearnsii），是新腹足目笋螺科笋螺属的一种。主要分布于台湾，常栖息在浅海砂底。